# Union sportive de Friville-Escarbotin
Maillots
Dernière mise à jour : 23 mai 2023.
L'Union sportive de Friville-Escarbotin, abrégée en US Friville-Escarbotin, est un club de football français situé à Friville-Escarbotin dans la Somme fondé en 1921.
Le club joue en Division 4 puis en National 3 entre 1981 et 1988, puis de 1990 à 1997, soit quatorze saisons.
Son principal fait d'armes en Coupe de France est un 1/32e de finale en 1980-1981 contre l'US Fécamp.
L'équipe première évolue lors de la saison 2024-2025 en Départemental 1, soit l'équivalent de la neuvième division française.
| \| Friville-Escarbotin \| Localisation de Friville-Escarbotin. |
| Friville-Escarbotin                                            |

## Historique

### Coupe de France 1980-1981
Le parcours de l'US Friville-Escarbotin en Coupe de France commence au troisième tour à Blangy-sur-Bresle, le 19 octobre 1980. Après avoir sorti Gamaches au quatrième tour puis Beaurevoir au cinquième, les Jaunes et Noirs affrontent l'ALM Évreux le 20 décembre 1980. C'est d'ailleurs aux pénaltys que Friville va se qualifier au septième tour, ce qui lui permet de recevoir le SCO Roubaix, équipe de Division 4. Devant 1 184 spectateurs, le 18 janvier 1981, Friville décroche son billet pour les 1/32e de finale grâce à sa victoire 2-1 sur les Nordistes, et gagne le droit d'affronter l'US Fécamp, autre équipe de DH normande.
Le 15 février 1981, au stade Maurice-Thoumyre à Dieppe, les Fécampois battent Friville 3 buts à 1 après prolongations et mettent fin à l'épopée vimeusienne. C'est d'ailleurs la seule fois dans l'histoire qu'un club du Vimeu a atteint les 1/32e de finale.

### Coupe de France 1981-1982: encore une performance
Le 27 décembre 1981, l'USFEB, alors tout juste promu en Division 4, tire un gros morceau au 6e tour de la Coupe de France en recevant le Calais RUFC, promu en Division 2, au stade municipal. Malgré les 2 divisions d'écart, Friville joue sa chance à fond face aux Nordistes mais ne s'inclinent que par un but d'écart (0-1) face à une équipe supérieure.

## Résultats sportifs

### Palmarès
| Compétitions nationales | Compétitions régionales |
| --- | --- |
| Championnats - Championnat de France D4 - Meilleure performance : 4e en 1987 Coupe - Coupe de France - Meilleure performance : trente-deuxièmes de finaliste en 1981 | Championnats - Championnat de Picardie (Division d'Honneur) (2) - Champion : 1981 et 1990 Coupes - Coupe de Picardie (2) - Vainqueur : 1985 et 1986 |

### Bilan saison par saison
| Saison    | Div.                  | clas. | Pts | M.J. | Vic. | Nuls | Déf. | B.P. | B.C. | D.B. | Coupe de France | Coupe de la Ligue |
| 1926/1966 | divisions inférieures | -     | -   | -    | -    | -    | -    | -    | -    | -    | -               | -                 |
| 1966/1967 | DH-Nord               | 11e   | -   | -    | -    | -    | -    | -    | -    | -    | -               | -                 |
| 1967/1968 | DH-Picardie           | 7e    | -   | -    | -    | -    | -    | -    | -    | -    | -               | -                 |
| 1968/1969 | DH-Picardie           | 4e    | -   | -    | -    | -    | -    | -    | -    | -    | -               | -                 |
| 1969/1970 | DH-Picardie           | 12e   | -   | -    | -    | -    | -    | -    | -    | -    | -               | -                 |
| 1970/1977 | divisions inférieures | -     | -   | -    | -    | -    | -    | -    | -    | -    | -               | -                 |
| 1977/1978 | DH-Picardie           | 9e    | -   | -    | -    | -    | -    | -    | -    | -    | -               | -                 |
| 1978/1979 | DH-Picardie           | 2e    | -   | -    | -    | -    | -    | -    | -    | -    | -               | -                 |
| 1979/1980 | DH-Picardie           | 9e    | -   | -    | -    | -    | -    | -    | -    | -    | -               | -                 |
| 1980/1981 | DH-Picardie           | 1er   | -   | -    | -    | -    | -    | -    | -    | -    | 1/32e f.        | -                 |
| 1981/1982 | Division 4-Gr.A       | 8e    | 24  | 26   | 11   | 2    | 13   | 37   | 39   | -2   | 6e tour         | -                 |
| 1982/1983 | Division 4-Gr.A       | 6e    | 25  | 26   | 8    | 9    | 9    | 48   | 46   | +2   | -               | -                 |
| 1983/1984 | Division 4-Gr.A       | 10e   | 24  | 26   | 8    | 8    | 10   | 26   | 28   | -2   | -               | -                 |
| 1984/1985 | Division 4-Gr.A       | 7e    | 27  | 26   | 10   | 7    | 9    | 41   | 38   | +3   | -               | -                 |
| 1985/1986 | Division 4-Gr.A       | 8e    | 26  | 26   | 9    | 8    | 9    | 33   | 36   | -3   | -               | -                 |
| 1986/1987 | Division 4-Gr.A       | 4e    | 27  | 26   | 10   | 7    | 9    | 33   | 37   | -4   | -               | -                 |
| 1987/1988 | Division 4-Gr.A       | 12e   | 18  | 26   | 4    | 10   | 12   | 17   | 32   | -15  | -               | -                 |
| 1988/1989 | DH-Picardie           | 5e    | -   | -    | -    | -    | -    | -    | -    | -    | -               | -                 |
| 1989/1990 | DH-Picardie           | 1er   | -   | -    | -    | -    | -    | -    | -    | -    | -               | -                 |
| 1990/1991 | Division 4-Gr.A       | 11e   | 20  | 26   | 5    | 10   | 11   | 22   | 33   | -11  | -               | -                 |
| 1991/1992 | Division 4-Gr.A       | 9e    | 23  | 26   | 8    | 7    | 11   | 32   | 42   | -10  | -               | -                 |
| 1992/1993 | Division 4-Gr.A       | 5e    | 27  | 26   | 10   | 7    | 9    | 27   | 31   | -4   | -               | -                 |
| 1993/1994 | National 3-Gr.A       | 12e   | 22  | 26   | 6    | 10   | 10   | 31   | 47   | -16  | -               | -                 |
| 1994/1995 | National 3-Gr.A       | 10e   | 22  | 26   | 8    | 6    | 12   | 22   | 44   | -22  | 3e tour         | -                 |
| 1995/1996 | National 3-Gr.B       | 12e   | 23  | 26   | 6    | 5    | 15   | 26   | 38   | -12  | -               | -                 |
| 1996/1997 | National 3-Gr.A       | 14e   | 10  | 26   | 1    | 7    | 18   | 9    | 67   | -58  | -               | -                 |
| 1997/1998 | DH-Picardie           | 10e   | -   | -    | -    | -    | -    | -    | -    | -    | -               | -                 |
| 1998/1999 | DH-Picardie           | 10e   | -   | -    | -    | -    | -    | -    | -    | -    | -               | -                 |
| 1999/2013 | divisions inférieures | -     | -   | -    | -    | -    | -    | -    | -    | -    | -               | -                 |
| 2013/2014 | Excellence-Somme      | 7e    | 48  | 22   | 10   | 3    | 9    | 28   | 28   | 0    | -               | -                 |
| 2014/2015 | Excellence-Somme      | 1er   | 73  | 22   | 17   | 1    | 4    | 69   | 18   | +51  | -               | -                 |
| 2015/2016 | PID-Picardie          | 8e    | 52  | 22   | 8    | 6    | 8    | 41   | 39   | +2   | -               | -                 |
| 2016/2017 | PID-Picardie          | 9e    | 46  | 22   | 7    | 3    | 12   | 24   | 45   | -21  | -               | -                 |
| 2017/2018 | R3-Picardie           | 3e    | 41  | 22   | 13   | 2    | 7    | 51   | 27   | 24   | -               | -                 |
| 2018/2019 | R2-Hauts-de-France    | 13e   | 15  | 26   | 5    | 0    | 21   | 28   | 72   | -44  | -               | -                 |
| 2019/2020 | R3-Hauts-de-France    | 9e    | 8   | 9    | 2    | 2    | 5    | 7    | 13   | -6   | -               | -                 |
| 2020/2021 | R3-Hauts-de-France    | 9e    | 4   | 3    | 1    | 1    | 1    | 9    | 6    | 3    | 5e tour         | -                 |
| 2021/2022 | R3-Hauts-de-France    | 9e    | 23  | 20   | 6    | 6    | 8    | 35   | 31   | 4    | -               | -                 |
| 2022/2023 | D1-Somme              | 1er   | 42  | 22   | 15   | 2    | 5    | 51   | 36   | 15   | 2e tour         | -                 |
| 2023/2024 | R3-Hauts-de-France    |       |     |      |      |      |      |      |      |      | -               | -                 |

### Bilan sportif
| Championnat | Saisons | Titres | J   | G  | N  | P   | Bp  | Bc  | Diff |
| ----------- | ------- | ------ | --- | -- | -- | --- | --- | --- | ---- |
| Division 4  | 10      | 0      | 260 | 83 | 75 | 102 | 316 | 362 | -46  |
| National 3  | 4       | 0      | 104 | 21 | 28 | 55  | 88  | 196 | -108 |

## Personnalités

### Entraîneurs
- 1964-1974 :  Eugène Grévin
- 1974-1980 :  Lionel Sachy
- 1980-1984 :  Jean-Louis Delecroix
- 1985-1986 :  Robert Tyrakowski
- 1986-1988 : / Ladislas Lozano
- 1988-1992 :  Robert Buchot
- 1989-1992 :  Michel Gomel (en tant qu'entraîneur-adjoint)
- 1992-1997 :  Michel Polrot

### Joueurs
- Alain Bienaimé (1986-1987)
- / Ladislas Lozano (1986-1988)
- Michel Polrot (1953-1956)
- Lionel Sachy (1974-1980)
- Christophe Wargnier (formé au club jusqu'en 1993), professionnel à l'Amiens SC de 1999 à 2002